# Menhir de Toul Hoat
Le menhir de Toul Hoat , dit aussi menhir de Plourac'h, est situé à Plourac'h, dans le département français des Côtes-d'Armor.

## Description
Le menhir est visible dans un champ en bordure de la route D54. Au XIXe siècle, il est fait mention de deux menhirs le premier mesurant 4,10 m et le second 5,80 m de hauteurs. Bien que mentionnés comme détruits fin XIXe siècle, un menhir est toujours visible à l'emplacement signalé.